# Diego León Hoyos
Diego León Hoyos Jaramillo (Bogotá, 8 de febrero de 1956) es un actor, comediante, director y guionista colombiano. Es conocido por el papel de Serafín en la serie Tentaciones, emitida entre 1994 y 1998 por Caracol Televisión. Trabajó junto con Jaime Garzón en el programa Quac, entre 1995 y 1997 por RTI Producciones, por el papel de María Leona Santo Domingo.

## Filmografía

### Televisión
- El Inquisidor (2022) — Roberto Almanza
- Relatos Retorcidos: Asalto a la Iglesia (2019)
- Relatos Retorcidos: La Viuda (2019) — Padre Mallarino
- Más allá del tiempo (2019) — Pedro Nel Gómez
- La prepago (2013) — Misael Barrera
- Allá te espero (2013) — Israel
- Las trampas del amor (2009) — Palacios
- Aquí no hay quien viva (2008) — Mariano Delgado Martín
- La hija del Mariachi (2006)
- Las noches de Luciana (2004) — Don Cristóbal
- Milagros de amor (2002) — Pastuso
- Noticias Calientes (2002) — Peña
- Juan Joyita quiere ser Caballero (2001) — Edgar
- Se armó la gorda (2000) — Carlos Santos
- La mujer del presidente (1997-1998) — Juan Bautista
- Tentaciones (1994-1998) — Serafín
- Puerta grande (1993) — Amaury
- Sangre de lobos (1992) —
- La casa de las dos palmas (1991) — Cain Colorado
- Espumas (1991) — Justino
- Garzas al amanecer (1989)
- Los pecados de Inés de Hinojosa (1988)
- Don Camilo (1987)
- El divino (1987) — Efraín

## Programa
- Quac (1995-1997) - María Leona Santodomingo/Fiscal Alfonso Valdivieso/Humberto de La Calle
- Sabados felices (1972)

## Cine
- Amalia a secretaria (2018) — Don Bernardo
- El país más feliz del mundo (2017) — Nazareno
- Adiós, María Félix (1999)
- La deuda (1997)
- De amores y delitos: Amores ilícitos (1995) — Federico
- Con su música a otra parte (1983)

## Director
- Pequeños crímenes conyugales
- La hija del mariachi
- Tremenda pareja
- La Posada
- El zoológico de cristal